# Ваут Фас
Ваут Фас (нід. Wout Faes, нар. 3 квітня 1998, Мол) — бельгійський футболіст, центральний захисник англійського клубу «Лестер Сіті» і національної збірної Бельгії.

## Клубна кар'єра
Народився 3 квітня 1998 року в місті Мол. Вихованець юнацьких команд футбольних клубів «Льєрс» та «Андерлехт».
В сезоні 2016/17 включався до заявки головної команди «Андерлехта», в офіційних іграх за яку, утім, не дебютував.
Натомість у дорослому футболі починав виступами на умовах оренди в нідерландських «Геренвені» та «Ексельсіорі» (Роттердам), а 2018 року перейшов до «Остенде», за який відіграв два сезони.
Згодом у 2020–2022 був одним з основних центральних захисників французького «Реймса». Влітку 2022 року за орієнтовні 15 мільйонів фунтів стерлінгів перейшов до англійського «Лестер Сіті», з яким уклав п'ятирічний контракт. 

## Виступи за збірні
2013 року дебютував у складі юнацької збірної Бельгії (U-15), загалом на юнацькому рівні взяв участь у 41 грі, відзначившись двома забитими голами.
Протягом 2017–2020 років залучався до складу молодіжної збірної Бельгії. На молодіжному рівні зіграв у 21 офіційному матчі.
Влітку 2022 року дебютував в офіційних матчах у складі національної збірної Бельгії. У листопаді того ж року був включений до її заявки на тогорічний чемпіонат світу.

## Статистика виступів

### Статистика клубних виступів
Станом на 7 липня 2020
| Сезон               | Команда                  | Чемпіонат           | Чемпіонат | Чемпіонат | Національний кубок | Національний кубок | Національний кубок | Континентальні кубки | Континентальні кубки | Континентальні кубки | Інші змагання | Інші змагання | Інші змагання | Усього | Усього | Усього |
| Сезон               | Команда                  | Ліга                | Ігор      | Голів     | Ліга               | Ігор               | Голів              | Ліга                 | Ігор                 | Голів                | Ліга          | Ігор          | Голів         | Ігор   | Голів  |        |
| ------------------- | ------------------------ | ------------------- | --------- | --------- | ------------------ | ------------------ | ------------------ | -------------------- | -------------------- | -------------------- | ------------- | ------------- | ------------- | ------ | ------ | ------ |
| 2016-січ. 2017      | «Андерлехт»              | Д1                  | 0         | 0         | КБ                 | 0                  | 0                  | ЛЧ+ЛЄ                | 0                    | 0                    | -             | -             | -             | 0      | 0      |        |
| січ.-черв. 2017     | «Геренвен»               | E                   | 7+1       | 0         | KB                 | -                  | -                  | -                    | -                    | -                    | -             | -             | -             | 8      | 0      |        |
| 2017–18             | «Ексельсіор» (Роттердам) | E                   | 19        | 0         | KB                 | 1                  | 0                  | -                    | -                    | -                    | -             | -             | -             | 20     | 0      |        |
| 2018–19             | «Остенде»                | Д1                  | 35        | 1         | КБ                 | 5                  | 1                  | -                    | -                    | -                    | -             | -             | -             | 40     | 1      |        |
| 2019–20             | «Остенде»                | Д1                  | 28        | 0         | КБ                 | 2                  | 0                  | -                    | -                    | -                    | -             | -             | -             | 30     | 0      |        |
| Усього за «Остенде» | Усього за «Остенде»      | Усього за «Остенде» | 63        | 1         |                    | 7                  | 1                  |                      | -                    | -                    |               | -             | -             | 70     | 2      |        |
| 2020–21             | «Реймс»                  | Л1                  | 0         | 0         | КФ                 | 0                  | 0                  | -                    | -                    | -                    | -             | -             | -             | 0      | 0      |        |
| Усього за кар'єру   | Усього за кар'єру        | Усього за кар'єру   | 89+1      | 1         |                    | 8                  | 1                  |                      | 0                    | 0                    |               | -             | -             | 98     | 2      |        |

### Статистика виступів за збірну
Станом на 7 листопада 2022
| Дата     | Місто    | Господарі | Результат | Гості  | Турнір                               | Голи | Примітки |
| -------- | -------- | --------- | --------- | ------ | ------------------------------------ | ---- | -------- |
| 8-6-2022 | Брюссель | Бельгія   | 6 – 1     | Польща | Ліга націй УЄФА 2022-2023 - 1-й етап | -    | 84'      |
| Усього   |          | Матчів    | 1         |        | Голів                                | 0    |          |

| Дата       | Місто             | Господарі            | Результат | Гості                | Турнір                             | Голи | Примітки |
| ---------- | ----------------- | -------------------- | --------- | -------------------- | ---------------------------------- | ---- | -------- |
| 6-10-2017  | Ауд-Геверле       | Бельгія              | 1 – 1     | Швеція               | Кваліфікація молодіжного Євро-2019 | -    |          |
| 10-10-2017 | Ларнака           | Кіпр                 | 0 – 2     | Бельгія              | Кваліфікація молодіжного Євро-2019 | -    |          |
| 9-11-2017  | Ауд-Геверле       | Бельгія              | 3 – 2     | Кіпр                 | Кваліфікація молодіжного Євро-2019 | -    | 49'      |
| 14-11-2017 | Стамбул           | Туреччина            | 1 – 2     | Бельгія              | Кваліфікація молодіжного Євро-2019 | -    |          |
| 22-3-2018  | Дутінхем          | Нідерланди           | 1 – 4     | Бельгія              | Товариський матч                   | -    |          |
| 26-3-2018  | Ауд-Геверле       | Бельгія              | 3 – 0     | Угорщина             | Кваліфікація молодіжного Євро-2019 | -    |          |
| 7-9-2018   | Та-Калі           | Мальта               | 0 – 4     | Бельгія              | Кваліфікація молодіжного Євро-2019 | -    |          |
| 11-9-2018  | Будапешт          | Угорщина             | 0 – 3     | Бельгія              | Кваліфікація молодіжного Євро-2019 | -    |          |
| 11-10-2018 | Удіне             | Італія               | 0 – 1     | Бельгія              | Товариський матч                   | -    | 46'      |
| 16-10-2018 | Кальмар (місто)   | Швеція               | 0 – 3     | Бельгія              | Кваліфікація молодіжного Євро-2019 | -    |          |
| 15-11-2018 | Бухарест          | Румунія              | 3 – 3     | Бельгія              | Товариський матч                   | -    | 46'      |
| 3-6-2019   | Ле-Ман            | Франція              | 3 – 0     | Бельгія              | Товариський матч                   | -    | 79'      |
| 16-6-2019  | Реджо-нель-Емілія | Польща               | 3 – 2     | Бельгія              | Молодіжне Євро-2019 - 1-й етап     | -    | 40'      |
| 19-6-2019  | Реджо-нель-Емілія | Іспанія              | 2 – 1     | Бельгія              | Молодіжне Євро-2019 - 1-й етап     | -    | 54'      |
| 6-9-2019   | Рексем            | Уельс                | 1 – 0     | Бельгія              | Кваліфікація молодіжного Євро-2021 | -    | кап.     |
| 10-9-2019  | Ауд-Геверле       | Бельгія              | 0 – 0     | Боснія і Герцеговина | Кваліфікація молодіжного Євро-2021 | -    | кап.     |
| 15-10-2019 | Ауд-Геверле       | Бельгія              | 4 – 1     | Молдова              | Кваліфікація молодіжного Євро-2021 | -    | кап.     |
| 8-9-2020   | Ауд-Геверле       | Бельгія              | 4 – 1     | Німеччина            | Кваліфікація молодіжного Євро-2021 | -    | 82'      |
| 9-10-2020  | Ауд-Геверле       | Бельгія              | 5 – 0     | Уельс                | Кваліфікація молодіжного Євро-2021 | -    | кап.     |
| 13-10-2020 | Тирасполь         | Молдова              | 1 – 0     | Бельгія              | Кваліфікація молодіжного Євро-2021 | -    | 46'      |
| 17-11-2020 | Зениця            | Боснія і Герцеговина | 3 – 2     | Бельгія              | Кваліфікація молодіжного Євро-2021 | -    | 82'      |
| Усього     |                   | Матчів               | 21        |                      | Голів                              | 0    |          |